# Agadir Challenger 1988
L'Agadir Challenger 1988 è stato un torneo di tennis facente parte della categoria ATP Challenger Series nell'ambito dell'ATP Challenger Series 1988. Il torneo si è giocato a Agadir in Marocco dal 21 al 27 marzo 1988 su campi in terra rossa.

## Vincitori

### Singolare
Jordi Arrese ha battuto in finale  Franco Davín con il punteggio di 1–6, 6–3, 7–6

### Doppio
Josef Čihák /  Cyril Suk hanno battuto in finale  José López Maeso /  Alberto Tous con il punteggio di 6–2, 6–2